# Сантьяго-Астата
Сантьяго-Астата (исп. Santiago Astata) — муниципалитет в Мексике, входит в штат Оахака. Население — 3915 человек (на 2010 год).